# Polygala stenosepala
Polygala stenosepala är en jungfrulinsväxtart som först beskrevs av George Bentham, och fick sitt nu gällande namn av R.A.Kerrigan. Polygala stenosepala ingår i släktet jungfrulinssläktet, och familjen jungfrulinsväxter. Inga underarter finns listade i Catalogue of Life.